# Thornley-with-Wheatley
Thornley-with-Wheatley – civil parish w Anglii, w Lancashire, w dystrykcie Ribble Valley. W 2011 civil parish liczyła 320 mieszkańców.